# Neak Pean
Neak Pean ("con rắn quấn") tại Angkor, Campuchia là một hòn đảo nhân tạo với một chùa trên một đảo hình tròn ở Preah Khan Baray được xây trong thời kỳ trị vì của vua Jayavarman VII. Nó là "Mebon" của Preah Khan baray (the "Jayatataka" of the inscription).

## Từ nguyên
Tên gọi của nó được lấy từ các điêu khắc rắn (Naga) chạy từ nền của cấu trúc đền.